# (247) Эвкрата
(247) Эвкрата (др.-греч. Ευκράτη) — довольно крупный астероид главного пояса. Он был открыт 14 марта 1885 года немецким астрономом Карлом Лютером в обсерватории города Дюссельдорф и назван в честь одной из нереид древнегреческой мифологии. 

Орбита астероида Эвкрата и его положение в Солнечной системе
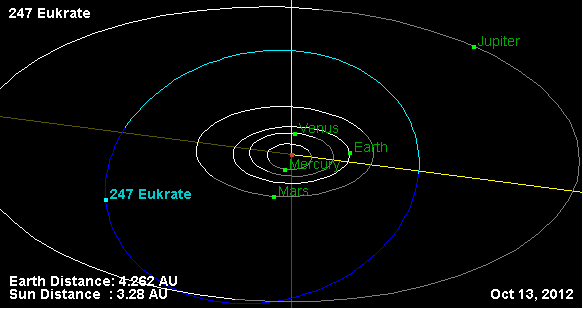
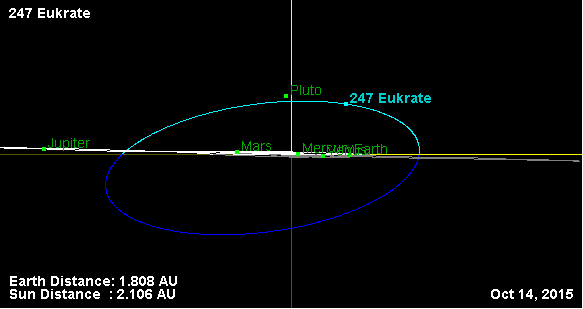